# ماگنوس کیلستت
ماگنوس کیلستت (سوئدی: Magnus Kihlstedt؛ زادهٔ ۲۹ فوریهٔ ۱۹۷۲) یک بازیکن فوتبال اهل سوئد است.

## تیم ملی
وی همچنین در تیم ملی فوتبال سوئد بازی کرده و در جام جهانی ۲۰۰۲ نیز حاضر شده است.